# Hosejn Ala
Hosejn Ala, pers. حسین علاء (ur. 1884 w Teheranie, zm. 14 lipca 1964 tamże) – irański polityk, premier Iranu w 1951 oraz w latach 1955–1957, wieloletni minister dworu i bliski współpracownik szacha Mohammada Rezy Pahlawiego.

## Życiorys

### Wczesna działalność
Pochodził z rodziny arystokratycznej, zaliczanej do najbardziej wpływowych rodów w Iranie południowo-wschodnim. Jego ojciec Ala as-Saltane był ambasadorem irańskim w Rosji, a następnie w Wielkiej Brytanii. Czteroletni Hosejn Ala wyjechał razem z ojcem do Petersburga, później żył razem z nim w Wielkiej Brytanii i tam odebrał średnie i wyższe wykształcenie. Nie tylko biegle władał językiem angielskim, ale i był wielkim miłośnikiem brytyjskiej literatury, którą cenił równie wysoko, co rodzimą literaturę perską. Studia prawnicze ukończył na Uniwersytecie Londyńskim i natychmiast po uzyskaniu dyplomu został zatrudniony w perskiej ambasadzie jako sekretarz. Gdy Ala as-Saltane został perskim ministrem spraw zagranicznych, mianował syna dyrektorem w ministerstwie. Na stanowisku tym Hosejn Ala pozostał do 1915, tj. także po dymisji ojca. W 1914, z uwagi na swoje demokratyczne przekonania, rozważał przyłączenie się do ruchu dżangalije, czego jednak ostatecznie nie uczynił. W 1918 później został ministrem robót publicznych. Był jednym z członków delegacji irańskiej na konferencji pokojowej w Wersalu. W 1919 został ambasadorem swojego kraju w Hiszpanii, rok później został przeniesiony na analogiczne stanowisko w Stanach Zjednoczonych. W 1925 wrócił do kraju i zdobył mandat deputowanego do irańskiego parlamentu w okręgu teherańskim.

### 1925–1951
Był jednym z pięciu deputowanych Madżlesu, którzy sprzeciwiali się detronizacji Kadżarów i ustanowieniu rządów dynastii Pahlawich. Mimo to Reza Szah Pahlawi szanował go na tyle, by w 1927 powierzyć mu ponownie tekę ministra robót publicznych, a następnie – mianować go irańskim przedstawicielem przy Lidze Narodów. W 1929 Hosejn Ala został ambasadorem irańskim we Francji, zaś w latach 1934–1936 był ambasadorem w Wielkiej Brytanii.
Po abdykacji Rezy Szaha Pahlawiego i objęciu rządów w kraju przez Mohammada Rezę Pahlawiego Hosejn Ala został ministrem dworu i przez kolejne dwadzieścia lat zaliczał się do najbliższych współpracowników monarchy. W sierpniu 1945 z powodzeniem przekonywał Organizację Narodów Zjednoczonych do dyplomatycznej interwencji w kryzysie irańskim. Podczas pobytu w Waszyngtonie Ala na polecenie szacha starał się również wysondować, czy Iran mógłby zostać członkiem NATO. Był to jedyny przypadek, gdy państwo to rozważało członkostwo w pakcie wojskowym razem z państwami zachodnimi.

### Dwukrotny premier Iranu
W marcu 1951 Mohammad Reza Pahlawi po raz pierwszy mianował Alę premierem Iranu, jednak ten zrezygnował z urzędu po zaledwie sześciu tygodniach, uznając, że nie jest w stanie odpowiedzieć na żądania coraz silniejszego ruchu domagającego się nacjonalizacji irańskich złóż ropy naftowej. Ala ponownie został ministrem dworu i pozostał na tym stanowisku do 1953, gdy premier Mohammad Mosaddegh doprowadził do jego dymisji. Hosejn Ala, całkowicie lojalny wobec szacha, powrócił na stanowisko po tym, gdy rząd Mosaddegha został obalony w rezultacie działania wywiadów brytyjskiego i amerykańskiego.
W 1955 Mohammad Reza Pahlawi zdymisjonował premiera Fazlollaha Zahediego i mianował na jego miejsce Alę. Protegowanymi szacha byli również pozostali ministrowie jego rządu. Gabinet Ali rozbił organizację terrorystyczną Fedaini Islamu, która wcześniej dokonała nieudanego zamachu na jego życie. Ala doprowadził również do przystąpienia Iranu do Paktu Bagdadzkiego. W 1957 odszedł z urzędu premiera, ponownie obejmując stanowisko ministra dworu. Nie oznaczało to jednak utraty zaufania szacha; polityk nadal uczestniczył w podejmowaniu kluczowych decyzji w państwie. Z czasem jednak jego wpływy malały. Mohammad Reza Pahlawi otaczał się coraz większą liczbą polityków młodszych, o nastawieniu bardziej technokratycznym, z którymi reprezentujący starą irańską arystokrację Ala nie potrafił się porozumieć. W 1963 szach nakazał jego aresztowanie po tym, gdy Ala razem z grupą kilku starszych polityków zasugerował mu zdymisjonowanie premiera Asadollaha Alama. Polityk nie aprobował również niektórych zmian wdrażanych w ramach białej rewolucji. Do zatrzymania ministra ostatecznie nie doszło, Ala dowiedział się jednak, że nie jest już dobrze widziany na dworze; nie będąc oficjalnie zdymisjonowanym, nie miał już pojawiać się w pałacu szacha. W 1964 otrzymał jeszcze nominację na senatora, był już jednak w podeszłym wieku i zmarł wkrótce potem.